# Peter Back
Peter Back (* 1962 in Gelnhausen) ist ein deutscher Jazzmusiker (Tenor- und Sopransaxophon, Elektronik, Arrangement, Komposition).

## Leben und Wirken
Back erhielt ab dem Alter von neun Jahren zunächst Klarinettenunterricht; als Zwölfjähriger wechselte er zum Saxophon. Er spielte zunächst im örtlichen Musikverein Lützelhausen, dann in einer Tanzkapelle. Er begeisterte sich für den Jazz und studierte im Konservatorium Arnheim und der Musikhochschule Köln mit Schwerpunkt auf Jazz- und Popularmusik inklusive pädagogischer Ausbildung.
Back ist Mitbegründer des Main-Kinzig-Jazz-Quartetts; er gründete die Bigband 17m. Als Instrumentalist arbeitete er mit Heinz Sauer, Emil Mangelsdorff, Günter Lenz, Michael Wollny, Chaka Khan, Uli Partheil/Ack van Rooyen oder der hr-Bigband. Albert Mangelsdorff holte ihn 1999 ins hr-Jazzensemble, mit dem er neben vielen Rundfunkproduktionen zwei Alben vorgelegt hat. Weiterhin gehörte er mit Martin Lejeune zu den Soul Jazz Dynamiters, mit denen er 2009 ein gleichnamiges Album veröffentlichte.
Zudem ist er Leiter des Fachbereichs Jazz- und Popularmusik an der Musikschule Main-Kinzig. 2016 wurde ihm der Kulturpreis des Main-Kinzig-Kreises verliehen.